# 恋せよキモノ乙女
『恋せよキモノ乙女』（こいせよキモノおとめ）は、山崎零による日本の漫画作品。着物スタイリストのコバヤシクミが監修を担当。『月刊コミック@バンチ』（新潮社）にて、2017年7月号より連載。その後『くらげバンチ』（同）にて2018年4月13日より配信中。本作のコンセプトは女性の着物でのおでかけである。主人公の内気な若い女性が亡くなった祖母から受け継いだ着物を着て、関西のあちこちを訪れる。

## 登場人物
野々村もも（ののむら もも）→椎名もも（しいな もも）
本作の主人公。大阪の実家で両親や姉と飼い猫・ネロと暮らしていた。
着物好きであり、自分一人で着物を着る技術も持っている。また、おでかけも好きである。勤務中や実家では着物以外の恰好をしているが、おでかけをする時は着物・足袋・草履を着用する。祖母の形見で色とりどりの着物や帯が入っている箪笥は彼女の宝物である。
大阪のとある会社の受付嬢を勤める。恋愛には非常に奥手で、喫茶店で一目惚れした透也に姉や知人が呆れる程になかなか告白できず、なんとかデートに漕ぎ着けるも、結局振られてしまう。その後、言い寄ってきたトトと交際するが、おでかけ先の百貨店の催事で出会ったリンコの着物のコーディネートの見事さに感銘を受け、トトのプロポーズを断り、奈良のリンコの着物屋に転職する。
第59話で復縁した透也と結婚した。
椎名透也（しいな とうや）
ももの会社の取引先の社員。ももが喫茶店で一目惚れして、何回かデートするが、女性に冷淡な性格で、結局ももを振る。その後、未練が芽生えて転職したももの勤務先に顔を見せるようになり、再び交際を申し込み、結婚した。姉と妹・はるかがいる。
ユキ
ももの姉。夫・トモとの間にヒカルを設ける。
真紀（まき）
ももの友人。保育士。時々、一緒に街を散歩したり、処分することにした叔母の着物をももに譲ったりしている。
サルバトーレ・ロッシ
椎名の会社の取引先のデザイナー。通称・トト。イタリア人。ももが椎名に振られたことを聞き、ももに急接近する。ももに一緒にイタリアに行こうと誘うが、転職したばかりのももに仕事に専念したいと断られた。
矢口リンコ（やぐち リンコ）
奈良の着物屋「猫の目」の店長。26歳。ももの転職先の上司。中学生の弟・慎太郎（しんたろう）がいる。
矢口タマ子（やぐち タマこ）
リンコの祖母。店の二階にある着付け教室を担当しており、ももも着付けを習っている。

## コラボ
2020年4月14日から6月7日まで東京国立博物館の平成館にて開催された特別展「きもの KIMONO」と本作がコラボレートした。小冊子「恋せよキモノ乙女 東京編」が制作され、ももが同館に出かける内容のカラー漫画が収録されている。小冊子は同館で配布され、『芸術新潮』（同）2020年5月号にも別冊付録として綴じ込まれた。コラボ漫画は単行本第6巻に再録されている。
2020年7月9日から7月31日まで本作と京都市がコラボレートし、「京都に恋するキモノ乙女」キャンペーン第1弾が開催。本企画は「京都市が進める和装振興の一環」として行われた。
2021年8月、京都きもの友禅による新サービスの「tashinami」と本作がコラボレートすることが発表されている。

## 書誌情報
- 山崎零『恋せよキモノ乙女』新潮社〈BUNCH COMICS〉、既刊14巻（2025年8月7日現在）
  1. 2018年1月9日発売[6][7]、ISBN 978-4-10-772037-5
  2. 2018年7月9日発売[8][9]、ISBN 978-4-10-772095-5
  3. 2019年1月9日発売[10]、ISBN 978-4-10-772151-8
  4. 2019年7月9日発売[11][12]、ISBN 978-4-10-772201-0
  5. 2020年1月9日発売[13][3]、ISBN 978-4-10-772250-8
  6. 2020年7月9日発売[14][4]、ISBN 978-4-10-772299-7
  7. 2021年3月9日発売[15]、ISBN 978-4-10-772369-7
  8. 2021年10月8日発売[16]、ISBN 978-4-10-772435-9
  9. 2022年6月9日発売[17]、ISBN 978-4-10-772508-0
  10. 2023年1月7日発売[18]、ISBN 978-4-10-772561-5
  11. 2023年8月8日発売[19]、ISBN 978-4-10-772632-2
  12. 2024年4月9日発売[20]、ISBN 978-4-10-772703-9
  13. 2025年1月8日発売[21]、ISBN 978-4-10-772787-9
  14. 2025年8月7日発売[22]、ISBN 978-4-10-772860-9